# Pipizella ussuriana
Pipizella ussuriana är en tvåvingeart som beskrevs av Violovitsh 1981. Pipizella ussuriana ingår i släktet rotlusblomflugor, och familjen blomflugor. Inga underarter finns listade i Catalogue of Life.